# Poeciliopsis gracilis
Poeciliopsis gracilis, tên thông thường là porthole toothcarp, là một loài cá nước ngọt thuộc chi Poeciliopsis trong họ Cá khổng tước. Loài này được mô tả lần đầu tiên vào năm 1848.

## Từ nguyên
Từ gracilis trong danh pháp có nghĩa là "mảnh khảnh", có lẽ ám chỉ thân hình thon dài của loài cá này so với Pseudoxiphophorus bimaculatus và Xiphophorus helleri, những loài cùng chi với nó vào thời điểm đó.

## Phân bố và môi trường sống
P. gracilis có phạm vi phân bố khá rộng rãi ở Trung Mỹ. Loài cá này xuất hiện trải dài từ Mexico đến Honduras và Nicaragua. Chúng sống ở những vùng nước tĩnh của ao hồ, sông suối và đầm phá; thường được tìm thấy ở các vùng nước đục hoặc rất nhiều bùn.

## Mô tả
P. gracilis có chiều dài cơ thể lớn nhất được ghi nhận là 9 cm. P. gracilis ăn các vụn hữu cơ, động vật phù du và côn trùng.
Sau khoảng 28 ngày mang thai, cá mái có thể cho ra đời khoảng từ 10 đến 50 con cá bột. Cá con thuần thục sinh dục sau 3 tháng.